# Nahur

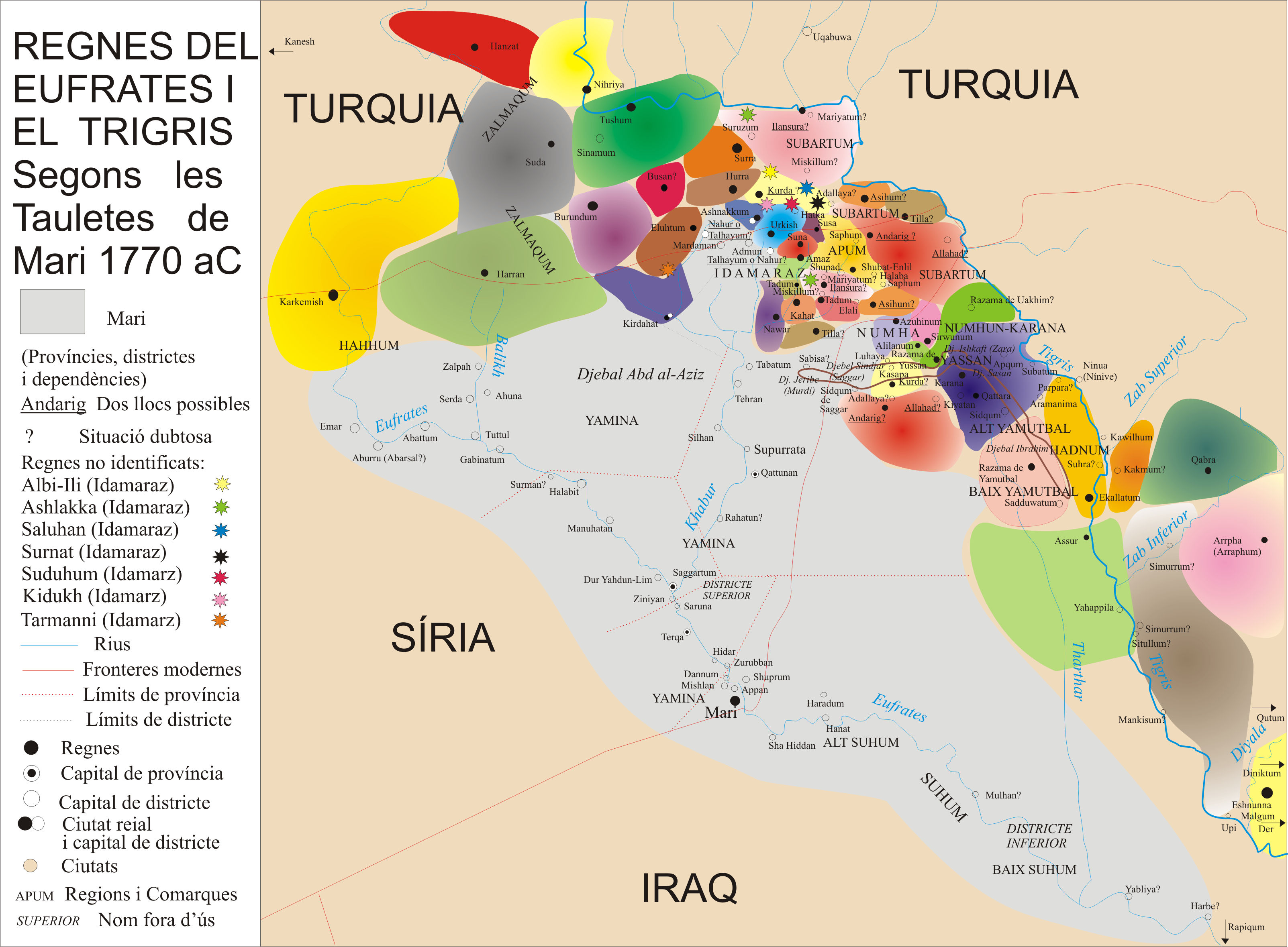
Mapa

Nahur fou una ciutat de la regió d'Idamaraz, estació de la ruta comercial de Kanesh. Correspon a algun lloc proper a la moderna Qamixli a Síria. Era un dels quatre districtes de l'Idamaraz sota domini directe de Mari; un governador de Mari residia a la ciutat segons esmenten les tauletes de Mari que la citen diverses vegades.
Ashkur-Addu de Karana aspirava a aquesta ciutat que Zimrilim de Mari en algun moment va planejar cedir-li.